# Богдановский, Ефим Моисеевич
Ефим Моисеевич Богдановский (5 декабря 1921, Кишинёв — 12 декабря 2005, там же) — молдавский советский хоровой дирижёр и музыкальный педагог.
Профессор Академии музыки им. Г. Музыческу , заслуженный деятель искусств Молдавской ССР (1979), кавалер ордена «Слава труду» (Глория мунчий), «Маестру ын артэ» Республики Молдова.

## Биография
Родился в Кишинёве (в ту пору в румынской Бессарабии) в семье приказчика и домохозяйки. Учился в румынском лицее имени А. Донича, с 1940 года — в переведённой из Тирасполя Кишинёвской консерватории. В годы Великой Отечественной войны — на фронте (вся семья погибла в Кишинёвском гетто, в том числе родители Моисей и Рахиль Богдановские и младшая сестра Татьяна). После освобождения города продолжил обучение в консерватории по отделению хорового дирижирования Анны Дмитриевны Юшкевич (1908—2005); окончил в 1950 году. С 1949 года преподавал в Кишинёвской консерватории (с 1970 года доцент, с 1991 года профессор), затем также в музыкальном училище имени С. Няги.
В 1972 году организовал Камерный хор при Дворце профсоюзов Молдавской ССР (с 1992 года — Камерный хор Кишинёва). Под его руководством хор стал заслуженным коллективом Республики, лауреатом ряда международных конкурсов и фестивалей (Таллин 1975, Кишинёв 1977, Саратов 1990, Афины 1994). Помимо пения a capella хор выступал в сопровождении оркестра (в программе — «Магнификат» Вивальди, «Коронационная месса» и месса «Царица неба» Моцарта, «Немецкий реквием» и «Песня парок» Брамса, «Реквием» Форе, «Весна» Рахманинова, «Кармина бурана» Орфа), записывался на радио и на грампластинки.
Ефим Богдановский — автор статей по теории хорового пения. В классе хорового дирижирования Е. М. Богдановского обучались Вероника Гарштя, Евгений Мамот и София Ротару.

## Семья
Жена — Елизавета Богдановская (урождённая Будакова).

## Публикации
- Песни Молдавии для хора без сопровождения и в сопровождении фортепиано. Сост.: E. Богдановский. М.: Музыка, 1964. — 32 с.
- Е. М. Богдановский. О музыке, con amore, sempre!.. Кишинёв, 1998. — 342 с.